# Постназальное затекание
Постназальное затекание (ПНЗ) возникает, когда слизистая оболочка носа выделяет чрезмерное количество слизи, часть которой скапливается в задней части носа и стекает по задней стенке глотки, что проявляется неприятными ощущениями «слизи в горле». Хотя это естественный физиологический процесс, при избытке слизи он вызывает раздражение носоглотки и дискомфорт из-за рефлекторной необходимости прочищать горло путем глотания слизи или проявлениями назофарингита (диффузная эритема носоглотки) и ларингита (откашливанием, кашлем, периодической охриплостью голоса). Причинами этого синдрома могут быть аллергия, простуда, грипп, хронический ринит, синусит, гастроэзофагеальная рефлюксная болезнь, а также  нарушения глотания.
Исследования показали что основным фактором в патофизиологии постназального затекания, очевидно, является вязкость носового секрета. У больных ПНЗ вязкость носового секрета была значительно увеличена по сравнению со здоровыми людьми.

## Лечение
Для лечения медикаментозно-резистентной формы ПНЗ иногда может понадобиться абляция заднего носового нерва, например методом лазерной фотокоагуляции дистальных ветвей видиева нерва. Но в большинстве случаев достаточно обильного питья теплых напитков или впрыскивания по одной дозе в каждый носовой ход два раза в день спрея азеластина.